# Enric Soler i Raspall
Enric Soler i Raspall (Terrassa, 1966) és un escriptor i viatger especialitzat en literatura de viatges. Fa servir un llenguatge directe i amè i s'apropa als estils de les literatures clàssiques.

## Obres
- Pantocràtor, seguint Puig i Cadafalch i la missió arqueològica de 1907[3]
- Per la Ruta 40: a través de la Patagònia de Bruce Chatwin (reedició amb extres)[4]
- Ki, Ki, So, Sooo!: les nou portes del Zangskar. <ref {{{títol}}}.  Sant Celoni: Tushita edicions, 2012 (Cavalls de Vent). ISBN 978-84-940665-0-4.
- Maleïdes muntanyes. Premi Narcís de Puigdevall de Cassà de la Selva.[5]
- Sota el cel de Tushita: viatge al Ladakh, el petit Tibet de l'Índia Figueres: BRAU, 2004. Col·lecció "Ulyssus". ISBN 84-95946-36-X[6]
- Un estiu de guaita: quadern d'anotacions escrites dalt del cim del Montcau durant l'estiu de 1994 Terrassa: Centre Excursionista de Terrassa, 1997. ISBN 84-605-6867-9
- Escolta, vent: anotacions del diari de la travessada "Pas a Pas 1993", Cap de Creus - Cabo Fisterra, 1.600 km a peu i en solitari (octubre 1993-juliol 1994)[7]